# Puchar Świata w Rugby 7 (2018) – kwalifikacje kobiet
Kwalifikacje kobiet do Pucharu Świata w Rugby 7 (2018) miały na celu wyłonienie żeńskich reprezentacji narodowych w rugby 7, które wystąpiły w finałach tego turnieju.

## Informacje ogólne
Turniej finałowy organizowanego przez World Rugby Pucharu Świata odbędzie się w San Francisco w dniach 20–22 lipca 2018 roku i wezmą w nim udział dwadzieścia cztery drużyny. Schemat eliminacji został opublikowany we wrześniu 2016 roku. Automatyczny awans do turnieju finałowego uzyskały półfinalistki poprzedniego Pucharu Świata. O pozostałe miejsca odbywały się kwalifikacje oparte na rankingu światowego cyklu oraz regionalne turnieje zaplanowane na okres od czerwca 2017 do kwietnia 2018 roku. Europie i Azji przyznano po dwa miejsca, czterem pozostałym regionom natomiast po jednym.

## Zakwalifikowane drużyny
|                           | Afryka              | Ameryka Południowa | Ameryka Północna/Karaiby     | Azja              | Europa              | Oceania             |
| ------------------------- | ------------------- | ------------------ | ---------------------------- | ----------------- | ------------------- | ------------------- |
| Automatyczna kwalifikacja |                     |                    | - Stany Zjednoczone - Kanada |                   | - Hiszpania         | - Nowa Zelandia     |
| WSS (2016/2017)           |                     |                    |                              |                   | - Francja - Rosja   | - Australia - Fidżi |
| Regionalne eliminacje     | - Południowa Afryka | - Brazylia         | - Meksyk                     | - Chiny - Japonia | - Anglia - Irlandia | - Papua-Nowa Gwinea |

## Kwalifikacje

### World Rugby Women’s Sevens Series
Status core teams w sezonie WSS (2016/2017) miało jedenaście reprezentacji. Cztery z nich miały już zapewnioną kwalifikację na Puchar Świata (półfinaliści poprzedniej edycji). Cztery kolejne miejsca były przeznaczone dla najwyżej sklasyfikowanych w punktacji generalnej sezonu zespołów spośród pozostałych siedmiu. Awans na Puchar Świata uzyskały Australia, Fidżi, Rosja i Francja.

### Afryka
Stawką turnieju kwalifikacyjnego, będącego jednocześnie mistrzostwami Afryki, który odbył się w dniach 16–17 września 2017 roku w Monastyrze, było jedno miejsce w turnieju finałowym Pucharu Świata. W pierwszym dniu osiem drużyn rywalizowało w ramach dwóch grup systemem kołowym o rozstawienie przed trzyrundową fazą pucharową, a turniej zdominowały faworyzowane reprezentantki RPA.

### Ameryka Północna/Karaiby
Turniej kwalifikacyjny, będący jednocześnie mistrzostwami strefy RAN, odbył się w Meksyku w dniach 25–26 listopada 2017 roku, a awans z niego uzyskał jeden zespół. W zawodach wzięło udział siedem zespołów, które w ciągu dwóch meczowych dni rywalizowały systemem kołowym w ramach jednej grupy, a triumfowała w nim reprezentacja Meksyku, która tym samym awansowała po raz pierwszy w historii do turnieju finałowego Pucharu Świata.

### Ameryka Południowa
Ameryce Południowej w turnieju finałowym Pucharu Świata przyznano jedno miejsce. Siedmiozespołowy turniej odbył się w ramach dorocznego Torneo Valentín Martínez w Montevideo w dniach 10–11 listopada 2017 roku. Podobnie jak w północnej części kontynentu siedem uczestniczących reprezentacji rywalizowało w ciągu dwóch meczowych dni systemem kołowym, a swoją dominację w regionie potwierdziły Brazylijki, które w całych zawodach pozwoliły rywalkom jedynie na zdobycie trzech przyłożeń.

### Azja
Azji w turnieju finałowym Pucharu Świata przyznano dwa miejsca, o które rywalizacja odbyła się podczas dwurundowych mistrzostw kontynentu we wrześniu i październiku 2017 roku. Zdobyły je Japonki i Chinki, które spotykały się w finałach zarówno w Inczon, jak i w Kolombo.

### Europa
Europie w turnieju finałowym Pucharu Świata przyznano dwa miejsca, które otrzymać miały dwie najwyżej uplasowane w rozegranych w czerwcu i lipcu 2017 roku dwurundowych mistrzostwach kontynentu reprezentacje, które dotychczas nie uzyskały awansu. Kwalifikację na Puchar Świata wywalczyły Irlandia i Anglia – odpowiednio druga i czwarta drużyna klasyfikacji generalnej europejskiego czempionatu.

### Oceania
W rozegranym 10–11 listopada 2017 roku w Suvie turnieju kwalifikacyjnym, będącym jednocześnie mistrzostwami Oceanii, wzięło udział osiem reprezentacji, które rywalizowały w pierwszym dniu systemem kołowym w ramach dwóch czterozespołowych grup, po czym po dwie czołowe z każdej z nich awansowały do półfinałów. Jedno miejsce przyznane Oceanii w turnieju finałowym Pucharu Świata otrzymać miała najlepsza spośród pięciu drużyn nie mających dotychczas zagwarantowanego awansu. Dzięki występowi w półfinałach otrzymał je zespół Papui-Nowej Gwinei, dla którego będzie to debiut na zawodach tej rangi.